# Даніель Маречек
Даніель Маречек (чеськ. Daniel Mareček; нар. 30 травня 1998) — чеський футболіст, півзахисник клубу «Млада Болеслав».

## Клубна кар'єра
Народився 30 травня 1998 року. Вихованець футбольної школи клубу «Спарта» (Прага). Дорослу футбольну кар'єру розпочав 2018 року на правах оренди в команді «Влашим», взявши участь у 27 матчах чемпіонату. Продовжив кар'єру також на правах оренди в клубі «Чеські Будейовиці».
Влітку 2020 року перейшов до клубу «Словацко».
Першу половину 2022 року захищав кольори команди Богеміанс 1905. Другу половину року на правах оренди відіграв за клуб «Млада Болеслав».
Влітку 2023 року підписав повноцінний контракт з клубом «Млада Болеслав». 28 липня 2024 року відзначився хет-триком в переможній грі 3–0 проти «Словацко».

## Виступи за збірні
З 2013 по 2017 роки виступав за різні вікові групи юнацьких збірних Чехії, зокрема за U-16, U-18, Чехія U-19 та Чехія U-20.